# 沃伊納爾斯基山
71°14′S 66°30′E / 71.233°S 66.500°E
沃伊納爾斯基山（英語：Mount Woinarski）是南極洲的山峰，位於麥克羅伯特森地，屬於查爾斯王子山脈的一部分，由澳大利亞探險隊拍攝空中照片，現時由南極條約體系管理。